# José Luis Huertas Díaz
José Luis Huertas Díez (Sevilla. 1947) és un físic i electrònic andalús. En 1969 es llicencià en ciències físiques a la Universitat de Sevilla, on es doctorà en 1973. En 1981 va obtenir la càtedra d'electrònica de la Facultat de Físiques de la Universitat de Sevilla, on fou director del Centre de Càlcul de 1982 a 1987, Director del Departament d'Electrònica i Electromagnetisme de 1983 a 1988. Ha estat director del Pla Andalús de recerca de 1988 a 1996. Des de 1996 és Director de l'Institut de Microelectrònica de Sevilla. adscrit al CSIC.Dins del CSIC ha estat Coordinador de l'Àrea de Física i Tecnologies Físiques (1996-2004) i gestor del Programa Nacional de Seguretat Informàtica (2004-2006). Des d'octubre de 2004 ha estat representant d'Espanya en el Comitè Científic de l'OTAN. També és acadèmic de la Reial Acadèmia Sevillana de Ciències des de 2006.
Entre els principals premis que ha rebut, hi ha la Medalla de Plata d'Andalusia de 1987, el Premi Nacional d'Investigació Leonardo Torres Quevedo de 1997 i la Medalla de la Fundació García Cabrerizo de 2004. En 2010 va rebre el Premi Andalusia de Recerca Maimónides a l'àrea de ciències experimentals, atorgat per la Conselleria d'Economia, Innovació i Ciència de la Junta d'Andalusia.
En 2010 fou guardonat amb el Premi Fama a l'Excel·lència Investigadora de la Universitat de Sevilla.

## Obres
- Copérnico. El heliocentrismo. A vueltas con la Tierra Editorial: RBA, 2012 ISBN 8447376397 / ISBN 9788447376391